# Ouezzane
Ouazzane è una città del Marocco, capoluogo dell'omonima provincia, nella regione di Tangeri-Tetouan-Al Hoceima. Fino al 2009 Ouezzane faceva parte della provincia di Sidi Kacem.
La città è stata sede di una cospicua comunità ebraica, che contava 1.668 individui nel 1936 e 2.350 nel 1951. In città giungono ogni anno migliaia di ebrei marocchini da tutto il mondo per visitare la tomba del rabbino Amram ben Diwan.